# Джъстин Клуйверт
Джъстин Клуйверт (на нидерландски: Justin Kluivert) е нидерландски футболист, полузащитник, който играе за Борнемут.

## Кариера

### Аякс
Клуйверт израства в академията на Аякс и подписва с тях първия си професионален договор. На 16 септември 2016 г. дебютира с дублиращия отбор Йонг Аякс в Ерсте Дивизи като резерва в 67-ата минута, при загуба с 0:1. Той също така играе в Младежка лига на УЕФА през сезон 2016/17, в която отбелязва гол за 2:0 в груповата фаза срещу гръцкия ПАОК на 2 ноември.
Клуйверт прави дебюта си в Ередивизи на 15 януари 2017 г. при победата като гост с 3:1 срещу ПЕК Зволе, когато заменя Амин Юнес в 39-а минута. Той отбелязва първия си гол в Ередивизи на 19 март 2017 г. срещу СБВ Екселсиор. Мачът завършва с равенство 1:1. Клуйверт има шест участия в Лига Европа 2016/17, но не играе на финала, който е загубен с 0:2 от Манчестър Юнайтед в Стокхолм.
На 26 ноември 2017 г. Клуйверт отбелязва хеттрик в домакинската победа с 5:1 над Рода.

### Рома
На 12 юни 2018 г. Клуйверт преминава в италианския клуб Рома за 18,75 милиона евро, след телефонен разговор между легендата на отбора Франческо Тоти и баща му Патрик. Клуйверт избира номер 34 в подкрепа на добрия си приятел и бивш съотборник Абделхак Нури, който го носи в Аякс. През 2017 г. Нури претърпява кардиоаритмия на сърцето, която прекратява кариерата му.
Клуйверт става най-младият футболист на Рома, който вкарва в Шампионската лига, след като отбелязва четвъртия гол в домакинската победа с 5:0 срещу Виктория (Пилзен) на 3 октомври 2018 г. Това е неговият първи гол за „джалоросите“ и той го посвещава на Нури. На 16 декември 2018 г. вкарва за първи път в Серия А в домакинската победа с 3:2 над Дженоа.
За сезон 2019/20 Клуйверт променя номера на фланелката си на 99, представляващ годината, в която е роден.

#### РБ Лайпциг
На 5 октомври 2020 г. Клуйверт преминава в клуба от Бундеслигата РБ Лайпциг под наем до края на сезона. На 5 декември той отбелязва първия си гол в Бундеслигата при равенството 3:3 като гост срещу Байерн Мюнхен. На 8 декември той вкарва гол при победата с 3:2 над Манчестър Юнайтед в Шампионската лига.

#### Ница
На 20 юли 2021 г. Клуйверт е даден на клуба от френската Лига 1 Ница под наем до края на сезона с опция за закупуване.

#### Валенсия
На 1 септември 2022 г. Клуйверт подписва с испанския Валенсия под наем за сезон 2022/23. Няколко дни по-рано му е отказано разрешение за работа в Англия, което проваля трансфера му във ФК Фулъм.

### Борнемут
На 23 юни 2023 г. АФК Борнемут обявява привличането на Клуйверт срещу неразкрита сума, която се съобщава на около 11 милиона евро + 1,5 милиона евро в бонуси.
На 1 ноември 2023 г. Клуйверт отбелязва първия си гол за Борнемут при загубата с 1:2 от Ливърпул в четвъртия кръг за купата на лигата. На 25 ноември той вкарва първия си гол във Висшата лига при победата с 3:1 като гост на Шефилд Юнайтед. По този начин Клуйверт става едва третият играч, след Флорин Радучию и Стеван Йоветич, вкарвал във всяка лига от Големите пет в историята.

## Национален отбор
През 2016 г. на европейското първенство до 17 г., проведено в Азербайджан, Клуйверт играе в турнира, в който Нидерландия достига до полуфиналите.
Клуйверт получава повиквателна за мъжкия отбор от Роналд Куман през март 2018 г. за приятелските мачове срещу Англия и Португалия. Той прави дебюта си на 26 март в победа с 3:0 над действащите европейски шампиони Португалия, заменяйки Мемфис Депай за последните 12 минути от мача.

## Личен живот
Клуйверт е син на бившия футболист на Барселона и националния отбор на Нидерландия Патрик Клуйверт.
Той е внук на бившия суринамски футболист Кенет Клуйверт. Той също е от кюрасаоански произход чрез баба си по бащина линия. Клуйверт има четирима братя, включително футболиста Рубен Клуйверт, който в момента играе за Каса Пиа.